# Ensemble immobilier Tour Maine-Montparnasse
 (juillet 2019).
L'Ensemble immobilier Tour Maine-Montparnasse (EITMM) est un ensemble de bâtiments situé dans le quartier Necker, dans le 15e arrondissement de Paris. Il est constitué de quatre bâtiments : la tour Montparnasse, le centre commercial Montparnasse Rive Gauche, la tour CIT et un immeuble de bureaux. Il s'agit d’une des plus importantes copropriétés tertiaires privées d’Europe.

## Histoire
L'Ensemble immobilier Tour Maine-Montparnasse est construit entre 1969 et 1973 sur l'emplacement de l'ancienne gare Montparnasse, dans le cadre de l'opération urbanistique Maine-Montparnasse. Le centre commercial est inauguré en 1972 et la tour en 1973.
À partir de 2016, l'ensemble immobilier fait l'objet d'une combinaison d'importants projets de rénovations concernant tous les bâtiments. Ils devraient s'achever en 2024 pour une première phase et en 2030 pour la seconde phase.

## Description
L'Ensemble Immobilier Tour Maine-Montparnasse s'étend sur près de 2,5 hectares et se compose de quatre bâtiments :
- La tour Montparnasse est le principal bâtiment. Culminant à 210 mètres, elle compte 58 étages, principalement de bureaux.
- Le bâtiment C est une tour de 52 mètres[2] et 12 étages. Il est souvent désigné par le sigle CIT car il a longtemps été le Centre international du textile. Il était à l'origine divisé en petites surfaces ouvertes sur les couloirs de circulation, permettant d'accueillir les show rooms et les vitrines de commerçants du textile. Ces derniers ont peu à peu quitté la tour à la fin des années 1970, et les surfaces d'exposition ont été remplacées en 1999 par des bureaux plus standards.
- La bâtiment D ou tour Express, le long de la rue de l'Arrivée.
- Le centre commercial Montparnasse Rive Gauche, situé à la base de l'ensemble, dont les Galeries Lafayette Montparnasse étaient le plus grand magasin.

Les quatre bâtiments de cet ensemble sont interdépendants et reliés entre eux en sous-sol.
L'ensemble totalise une surface de 300 000 m2, dont 103 000 m2 de bureaux, 30 000 m2 de parking, 30 000 m2 de commerces, 16 000 m2 d'archives et de réserves, 21 000 m2 de locaux spécifiques (restaurant inter-entreprises, centre sportif avec piscine, bureau de poste, etc.) et 100 000 m2 de surfaces communes.

## Projets
L'Ensemble immobilier Tour Maine-Montparnasse fait l'objet de trois projets de restructuration majeurs.

### Restructuration de la tour Montparnasse
En juin 2016, un concours international d'architecte, « Demain Montparnasse », est lancé en vue de rénover et transformer la tour d'ici à 2024. Le projet lauréat, celui du groupement d'architectes Nouvelle AOM, est sélectionné en 2017. Les travaux doivent commencer en 2019 et s'achever en 2023.

### Rénovation de la tour CIT
La rénovation de la tour CIT fait l'objet d'un concours d'architecture rassemblant neuf candidats. Le projet lauréat est annoncé le 10 octobre 2018. Il est porté par le cabinet d'architecture Lacaton et Vassal.
La façade sombre de la tour sera remplacée par des baies vitrées coulissantes et des balcons prolongeant les bureaux. Les 12e et 13e étages, actuellement occupés par des équipements techniques, seront convertis en serre bioclimatique. Les travaux, qui devraient commencer en 2020, sont prévus pour durer deux ans. Leur budget est estimé à 50 M€. Ils seront financés par les 120 copropriétaires.

### Restructuration du centre commercial et du bâtiment D
Le 9 mars 2018, la Ville de Paris et le syndicat des copropriétaires lançaient une consultation d'urbanisme et un concours pour réaménager l'ensemble immobilier et en particulier le centre commercial. L'agence Rogers Stirk Harbour + Partners de l'architecte Richard Rogers remporte la consultation le jeudi 11 juillet 2019.
Le projet sélectionné fait disparaître le centre commercial et prolonge l'axe de la rue de Rennes jusqu'à la tour Montparnasse. Une partie de la structure du centre commercial est démolie pour créer de nouvelles rues. Les structures conservées sont réhabilitées et surélevées. La végétalisation du projet, conçue par le paysagiste Michel Desvigne, prévoit la création de 10 000 m2 de surfaces plantées et plus de 2 000 arbres. L'équivalent de la surface commerciale du centre commercial est convertie en commerces avec pignon sur rue.
L'investissement total se monte à 800 M€, financés en partie par la création de 20 000 m2 de surface supplémentaire. Le projet sera réalisé en deux phases :
- La première phase, qui s'achèvera en 2024, verra la construction des structures en élévation sur le côté de la rue du Départ,
- La seconde phase, qui s'achèvera en 2030, verra la destruction de la partie centrale de la structure du centre commercial et la construction des structures en élévation sur le côté de la rue de l'Arrivée.